# Вааса
Ваа́са (фин. Vaasa), Ва́са (швед. Vasa), устаревший вариант Ва́за (швед. Wasa) — город и муниципалитет на западе Финляндии на берегу Ботнического залива Балтики (бывший административный центр Вазаской губернии), известный также как Николайстад (швед. Nikolaistad), Николайстадт или Николайштадт (от нем. Nikolaistadt; фин. Nikolainkaupunki, Николаинкаупунки).
Население Ваасы составляет 68 969 человек (2023). Город является административным центром провинции Остроботния, и шведский является родным языком для примерно 25 % населения Ваасы.

## История
Получил городской устав в 1606 году, во время царствования короля Швеции Карла IX и назван в честь Королевского Дома Васа (Ваза). Во время войны 1808—1809 годов город несколько раз был взят в бою русскими войсками.
Расположенный первоначально на берегах бухты Ботнического залива, впоследствии, благодаря поднятию берегов, в XIX столетии находился уже на значительном расстоянии от берега и поэтому после пожара 1852 г., который совершенно его уничтожил, город был перенесен на запад, к морскому берегу.
Согласно сведениям Энциклопедического словаря Ф. А. Брокгауза и И. А. Ефрона, в 1887 г. население достигло 8689 человек. В городе находилась резиденция губернатора и судебной палаты (Hofrätt), юрисдикция которой простиралась на Вазаскую и Улеоборгскую (Улеаборгскую) губернии Великого княжества Финляндского. Имелся классический лицей с преподаванием на шведском языке, частный классический лицей с преподаванием на финском, 4-классная финская начальная школа, шведская реальная школа и шведская женская гимназия (Fruntimmerskola). В Вазе располагались главная контора вазаского банка, учрежденного в 1879 году, и отделение финляндского государственного банка. Ваза-Таммерфорсская железная дорога уже тогда соединяла Вазу с остальной сетью железных дорог Финляндии. По данным 1886 года, в Вазе насчитывалось фабрик и мастерских 361, с 1171 рабочими и со стоимостью производства в 3709320 финских марок; особенно значительна была хлопчатобумажная мануфактура, стоимостью около 2-х миллионов марок. Ваза имела большое торговое значение для Вазаской губернии, в ней имелась торговая гавань Брендё (Brändö). Предметами вывоза были: зерновой хлеб (овес — 300000 гектолитров и рожь для посевов), живой скот (который вывозился, главным образом, в Швецию), коровье масло (миллион килограммов), смола и т. д. Сумма таможенных сборов достигала 1½ миллиона марок в год.
21 сентября 1940 года, согласно соглашению о перемещении («транзите») немецких войск через финскую территорию в Северную Норвегию и обратно, первые немецкие транспорты с войсками и оружием прибыли в порт Вааса.

### Название
На протяжении многих лет Вааса несколько раз меняла своё имя в результате смены написания, принятия политических решений и изменения состояния языка.
Изначально город носил название Mustasaari (фин.  «Чёрный остров») или Mussor (в честь деревни, на месте которой он был основан в 1606), но несколько лет спустя название было изменено на Wasa (Васа) в честь шведской королевской династии. С 1606 по 1855 город был известен как Васа. В 1855 г. в связи со смертью российского императора Николая I, носившего одновременно титул Великого князя Финляндского, город получил официальное название Николайштадт или Николайстадт (Nikolaistadt по-немецки, Nikolaistad по-шведски и Nikolainkaupunki по-фински), несмотря на это, старое название, происходящее от рода шведских королей Ваза, всё время оставалось в употреблении (в отличие от старой Вазы — Gamla Wasa, его называли Новая Ваза — Nya Wasa). Начиная с 1918 года официально стал именоваться как Ваза (Vasa) (по-шведски) и Вааса (Vaasa) (по-фински).
Финское название стало основным приблизительно с 1930 года, когда говорящих по-фински стало большинство среди жителей города. Примерно с этого времени и до 1989 года название города на русскоязычных картах писалось как Васа, позднее написание было приближено к финскому названию.

## География
Город расположен на побережье Ботнического залива Балтийского моря в самом узком его месте, называемом Норра-Кваркен. Расстояние до шведского берега в этом месте менее 80 км.

## Известные уроженцы и жители
- Бакман, Аста (1917—2010) — финская актриса.
- Фредрика Элеонора Батист (?—27 июля 1827) — шведская актриса и драматург, звезда театра Финляндии в начале XIX века.
- Нелимаркка, Ээро (1891—1977) — финский художник. Лауреат высшей государственной награды Финляндии для деятелей искусств Pro Finlandia.

## Города-побратимы
- Мальмё, Швеция (1940)
- Умео, Швеция (1949)
- Харстад, Норвегия (1949)
- Хельсингёр, Дания (1949)
- Пярну, Эстония (1956)
- Шверин, Германия (1965)
- Киль, Германия (1967)
- Шумперк, Чехия (1984)
- Морогоро, Танзания (1988)
- Беллингхем (Вашингтон), США (2009)

## Фотографии

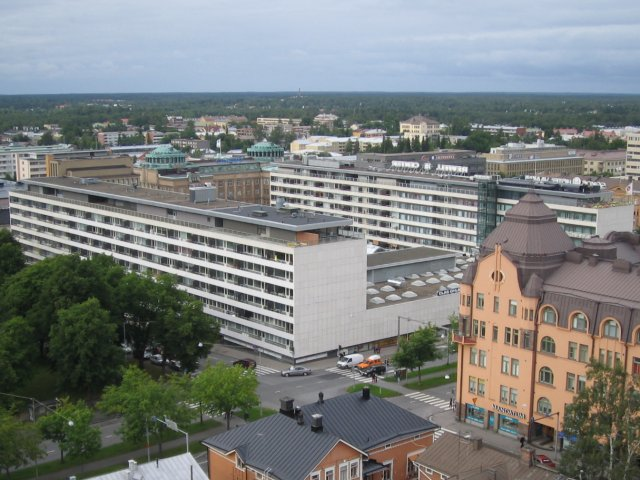
Торговый центр Rewell Center
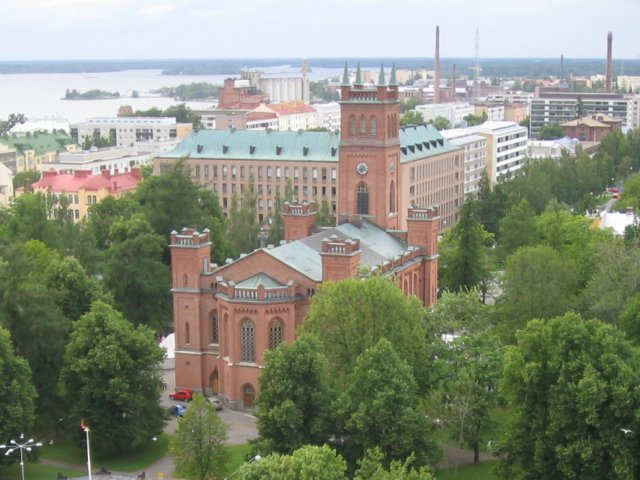
Церковь Святой Троицы
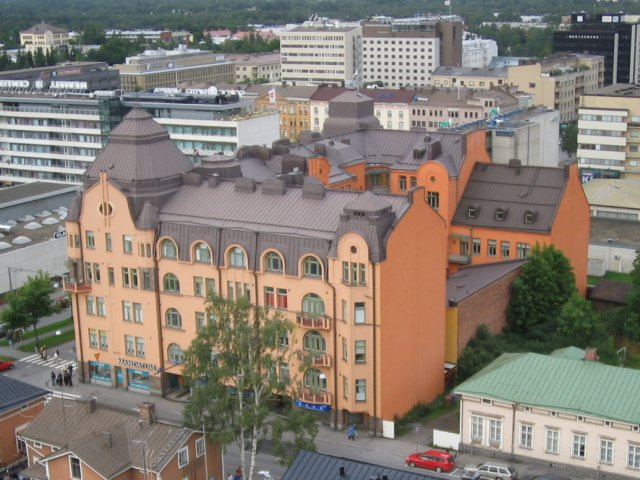
Wasaborg
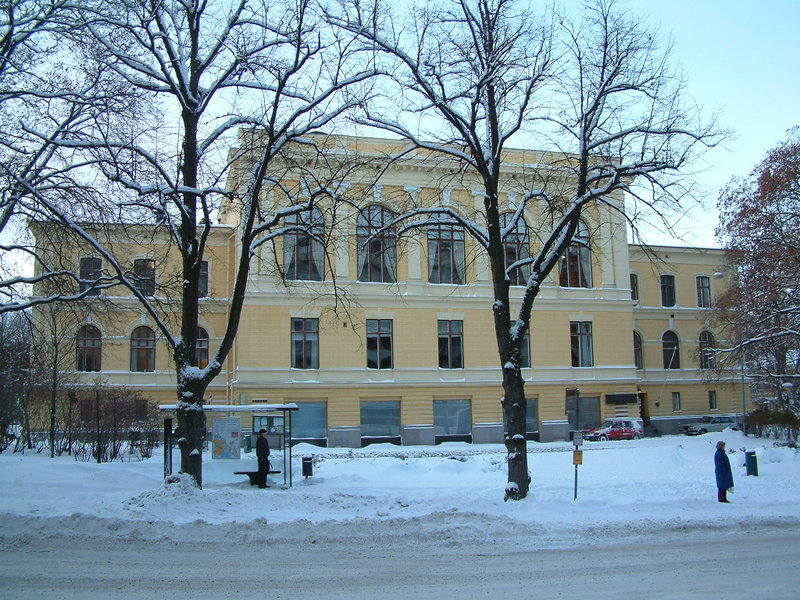
Мэрия
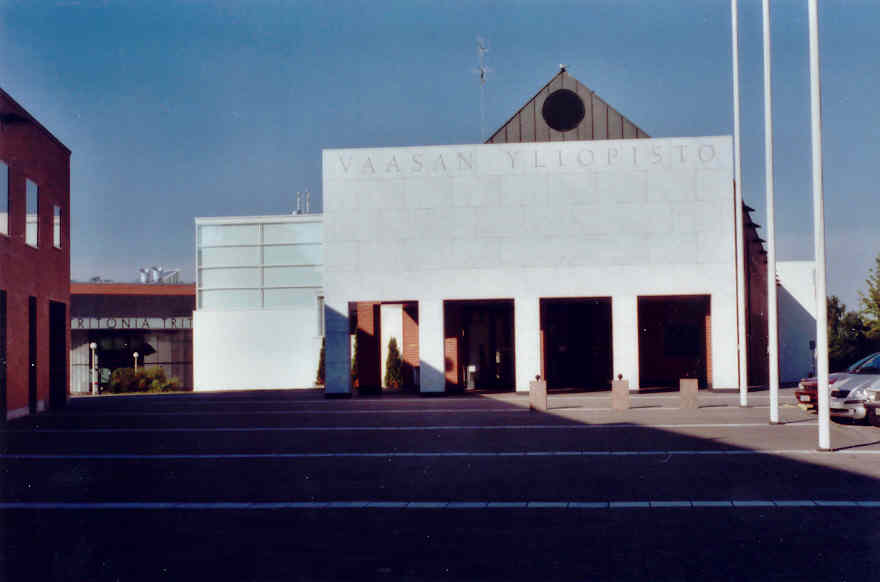
Университет Ваасы
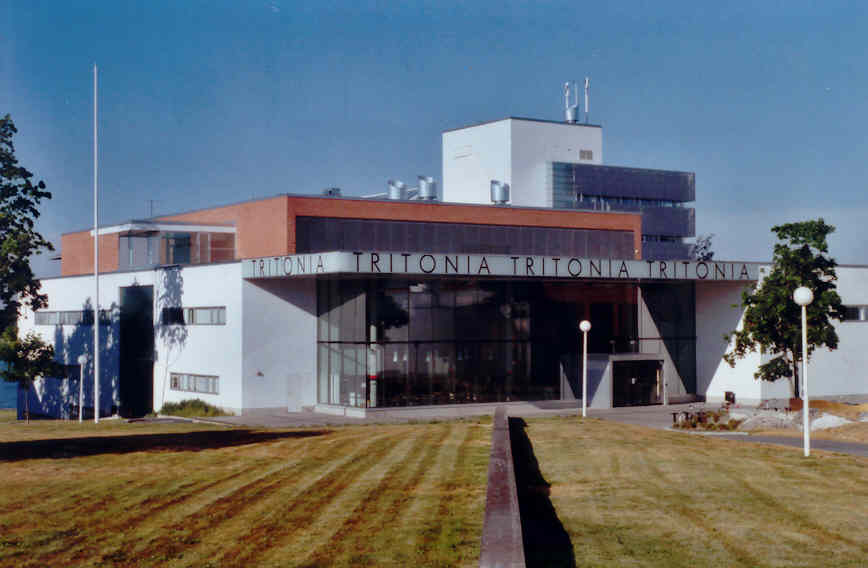
Библиотека университета
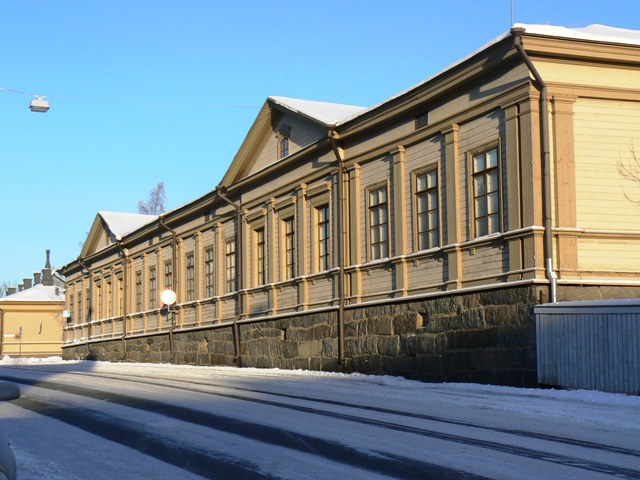
Казармы
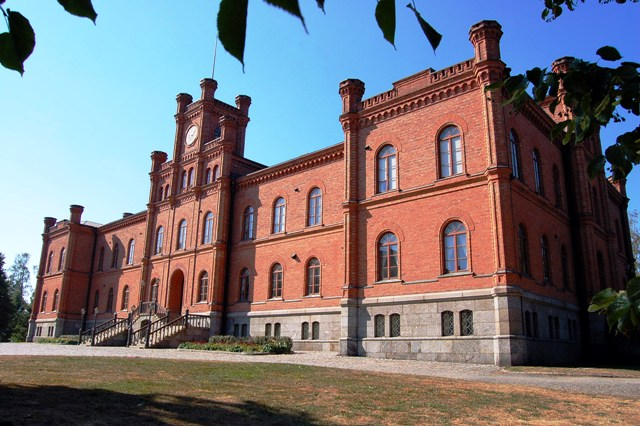
Апелляционный суд Ваасы
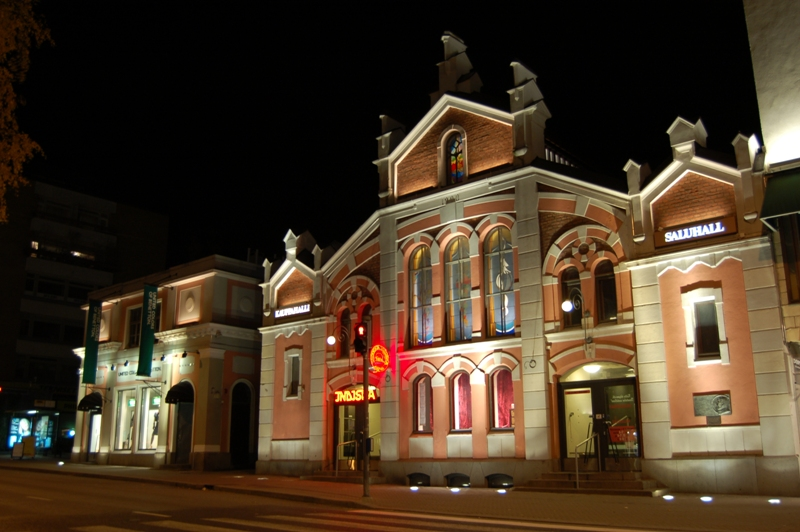
Kauppahalli ночью
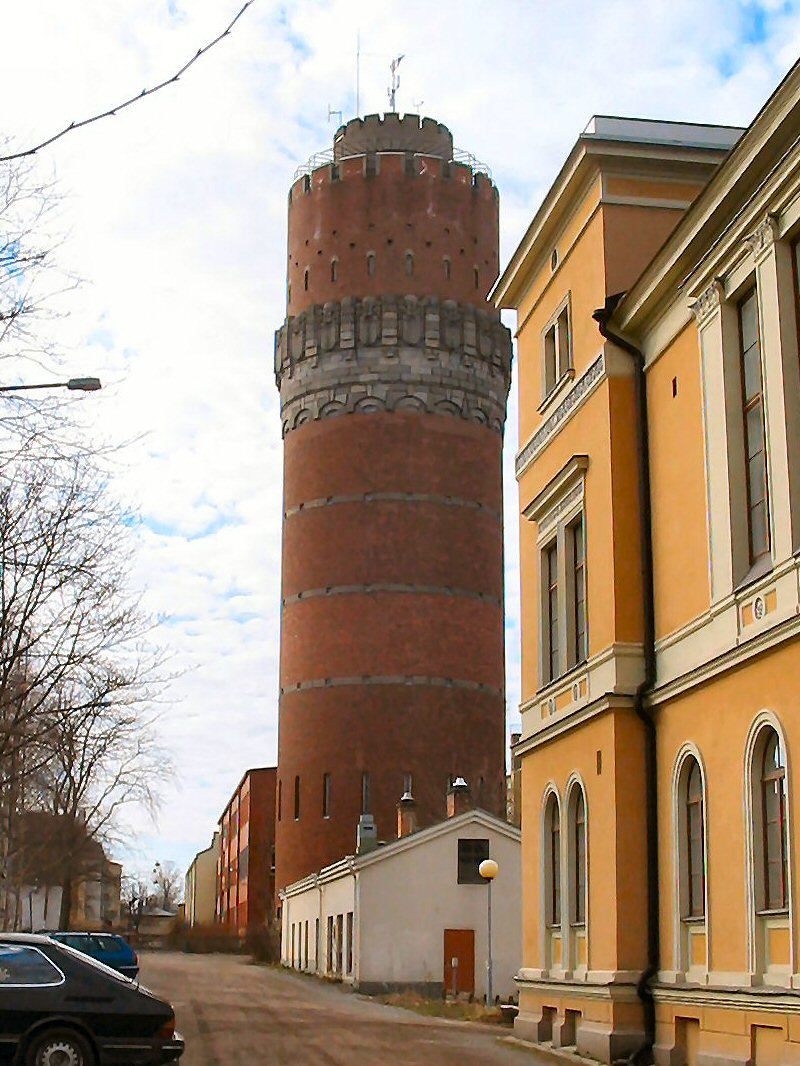
Водонапорная башня
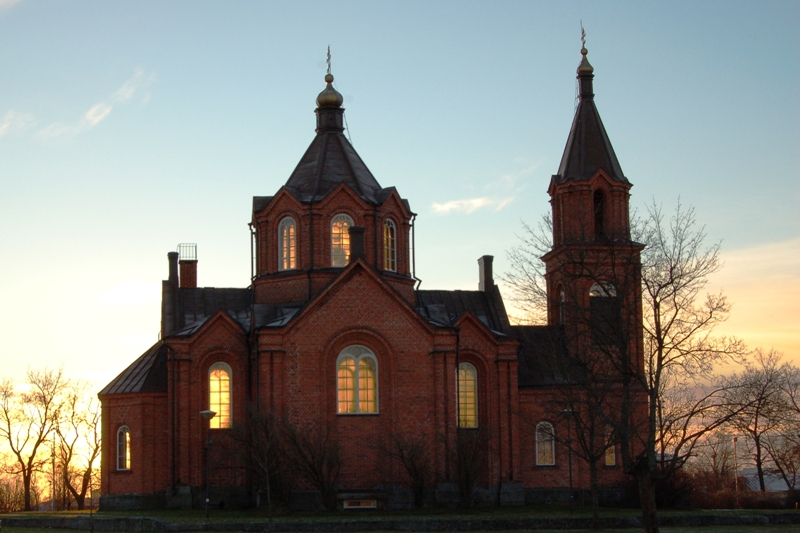
Никольская церковь
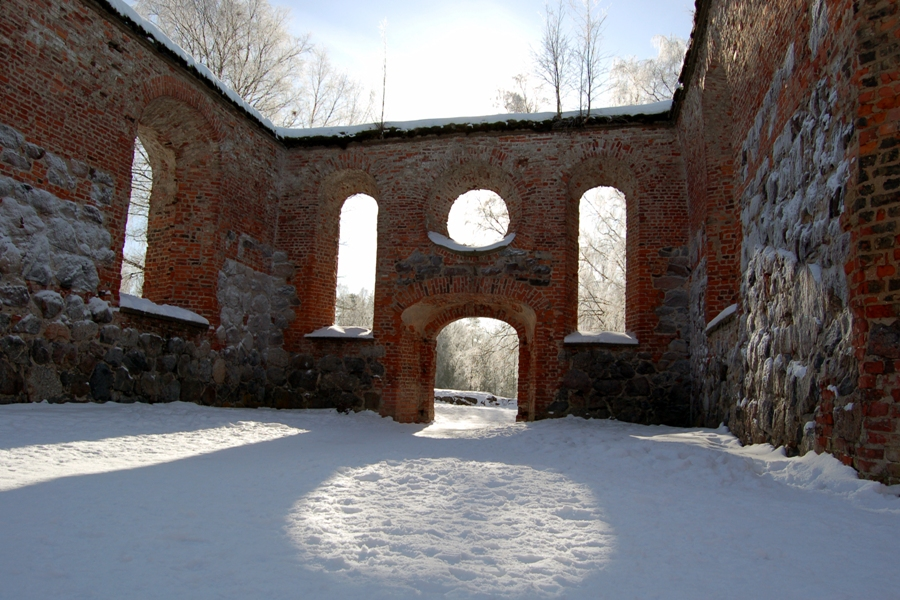
Руины церкви Святой Марии